# Naveta Alemany
La Naveta Alemany es un navetiforme prehistórico situado cerca de la localidad de Magaluf en el término municipal de Calviá, en Mallorca, la mayor de las Islas Baleares (España). Aunque haya cierta controversia actual sobre la cronología de estas estructuras la idea más aceptada actualmente entre los arqueólogos es que fue erigida en la Edad del Bronce, concretamente durante el Bronce Medio, que en Mallorca y Menorca recibe el nombre de Fase Naviforme (c. 1600/1500-850 cal a. C.). Su funcionalidad era, principalmente, la de espacio doméstico. 
Se trata de una naveta de habitación; una estructura de planta alargada, con un ábside redondeado y con la entrada orientada, generalmente, hacia el sur. No se ha aplicado el análisis radiocarbónico a los elementos del conjunto, por lo que no se dispone de una datación precisa. Sin embargo, gracias a los restos materiales hallados —elementos de industria ósea, lítica, cerámicas de la fase naviforme o un pequeño puñal de bronce— puede ubicarse en los etapas historiográficas anteriormente citadas. En relación con este asunto, el arqueólogo e historiador Guillermo Rosselló Bordoy asegura en la obra Las navetas de Mallorca lo siguiente:

Esta naveta cae de lleno dentro de los límites del pretalayótico final; actualmente este período es conocido como naviforme. Pues la cerámica, con predominio de formas globulares y cuencos, es de clara tipología pretalayótica, [...] Sin embargo, pese a los adelantos obtenidos los interrogantes siguen siendo numerosos y muchas de las preguntas planteadas siguen sin contestación [...] pues no es posible determinar si elementos concretos son de un habitamiento talayótico a una construcción precedente o si las navetas excavadas, que no han proporcionado restos de este tipo, en un momento indeterminado de su uso los perdieron y llegaron a nosotros faltas de un elemento estructural propio del momento de su construcción inicial
Guillermo Roselló Bordoy

Fue descubierta a finales de los años 1960, durante los trabajos de construcción de la carretera que une Magaluf y Sol de Mallorca. En 1971, se llevaron a cabo una serie de trabajos de excavación dirigidos por Catalina Enseñat, en los que se descubrió que el ábside del navetiforme había sido espoliado. Posteriormente, entre los años 1997 y 1998, un equipo del Consejo Insular de Mallorca excavó nuevamente el yacimiento incidiendo en el estudio de aquellas partes obviadas por el equipo arqueológico de Enseñat. Además, se previó su restauranción, aunque finalmente esta fue pospuesta. No fue hasta 2009 cuando el ayuntamiento de Calviá la incluyó dentro del plan de recuperación del patrimonio del municipio. Los trabajos se iniciaron en 2010 y se prolongaron durante dos años.
La mejor manera de acceder al yacimiento es en vehículo privado, aunque algunas líneas de autobús interurbano cuentan con paradas en los núcleos próximo. Las estructuras distan pocos metros de la calzada y el área no transitable de los arcenes es suficientemente espaciosa como para que el visitante pueda estacionar allí su automóvil y observar más de cerca el monumento. La naveta, al igual que todas las edificaciones prehistóricas de las islas Gimnesias, es Bien de Interés Cultural desde 1966. Paralelamente, también se encuentra incluida con el código 033 en el catálogo de patrimonio municipal del Plan General de Ordenación Urbana (PGOU) del municipio de Calviá del año 2009.
Es una construcción aislada, está compuesta por un único elemento. La altura de su muro exterior oscila entre los uno y dos metros de altura, según el punto desde el que se mida. Las estructuras que se conservan se corresponden, aproximadamente, con una porción comprendida entre el diez y el cincuenta por ciento del navetiforme original. Es destacable el hecho de que muchos de los bloques son originales, aunque durante los distintos procesos de conservación y restauración que se han llevado a cabo fue necesario añadir algunos artificiales para mantener la estabilidad, atendiendo a que está ubicada sobre un terreno en pendiente.
Su nombre se debe al farmacéutico y bibliófilo menorquín Luis Alemany, propietario de la parcela en el momento en el que se encontró el yacimiento que además financió los primeros trabajos de excavación dirigidos por Catalina Enseñat en los años 1970.

## Localización y acceso
La Naveta Alemany está situada al oeste de la isla de Mallorca, a 1,5 kilómetros del núcleo urbano calvianero de Magaluf. La parcela sobre la que se ubica es de titularidad pública, por lo que no existen restricciones de acceso. La edificación se encuentra en las coordenadas 39º29'47" N 2º31'34" E sobre una pequeña loma a 39 m s. n. m., muy próxima a la playa de Cala Viñas, y a menos de quinientos metros de la antigua albufera de Magaluf, parcialmente desecada desde hace varias décadas. Esta situación costera se da por los motivos comerciales de la época y para mantener conexiones con otros yacimientos cercanos. Alrededor del yacimiento hay varios predios al norte y algunas viviendas unifamiliares ocupadas por familias de clase media alta hacia el sur. No hay paneles informativos que indiquen al visitante la existencia de un Bien de Interés Cultural (BIC), por lo que es recomendable conocer a priori la localización exacta para evitar perderse.
La mejor manera de llegar hasta el naviforme es en vehículo privado, siendo veintidós kilómetros la distancia desde Palma de Mallorca. Para acceder desde la capital insular, es necesario tomar la autovía de Poniente (Ma-1) en dirección Andrach y abandonarla por la salida catorce o, en su defecto, la avenida de Joan Miró y la antigua carretera C-719. Una vez se ha llegado a la rotonda de Son Pilló, se debe continuar por la carretera de Cala Figuera, girar a la izquierda en el camino de la Porrasa y a la derecha en la calle del Greco. Esta vía une las localidades de Magaluf y Sol de Mallorca —donde anteriormente se encontraba el único casino de juego de la isla y que fue trasladado a Portopí en 2011— pero al llegar a la intersección entre esa vía y la calle Rosa, los ocupantes del vehículo pueden apreciar las estructuras a menos de diez metros del arcén derecho de la calzada. También es posible acceder al yacimiento en transporte público. Las líneas 104, 105, 106, 107 y 208 de TIB cuentan con una parada en las dos urbanizaciones más próximas a la naveta, Magaluf y Cala Viñas. No obstante, las tres primeras solo dan servicio durante la época estival.

## Estado actual
Durante los años 2007 y 2008, dentro del Plan estratégico de actuación en el Patrimonio Histórico Artístico de la finca pública del Galatzó se desarrolló un protocolo metodológico para analizar y catalogar las diferentes estructuras patrimoniales de la antigua posesión para poder establecer las actuaciones que eran necesarias. A raíz de ello, se creó el Sistema Integral de Gestión de Patrimonio (SIGP) y se aplicó la misma metodología de estudio a todas las edificaciones y estructuras inculidas en el catálogo de patrimonio del Plan General de Ordenación Urbana (PGOU) del ayuntamiento de Calviá, entre las que se encontraba la naveta Alemany. Este sistema analiza el estado de un elemento patrimonial otorgando un valor numérico en función de dos vertientes; el grado de conservación y el grado de potencialidad para la visita.

### Grado de conservación
El grado de conservación permite conocer el estado de degradación que presenta la estructura. Se mide, además de atendiendo al propio índice de conservación, a partir del estudio de su altura y del nivel de identificación de las estructuras que componen el bien patrimonial. 
En este caso, tenemos una sola estructura identificada, valorando este apartado en un punto sobre cinco. Esta estructura conserva una altura que oscila entre 100 y 150 centímetros, lo que le da un valor de cuatro puntos sobre cinco, y una evidencia de materiales de entre el diez y el cincuenta por ciento en los restos que se conservan los muros originales, propiciando un valor de tres puntos sobre diez. La metodología establece una fórmula matemática con la que obtener el grado de conservación por medio de estos tres valores, que en la naveta Alemany es tres.

### Grado de potencialidad para visita
El grado de potencialidad para la visita tiene como objetivo establecer cómo puede aplicarse una explotación turística del bien patrimonial, ya que la principal actividad económica del municipio en el que se encuentra la naveta es el turismo. Se mide a partir del grado de conservación, la altura, la superficie del conjunto, el número de publicaciones que hacen referencia al bien, el nivel de valoración social, sus particularidades, la valoración educativa, la potencialidad turística, su accesibilidad, su limpieza o su señalización.
En la naveta Alemany la superficie del conjunto obtiene un cuatro sobre cinco, porque su superficie abarca de seiscientos a ochocientos metros cuadrados. Esta valoración, junto con la altura y el grado de conservación anteriormente mencionados, permiten a partir de una fórmula establecer el grado de monumentalidad, que en esta ocasión es 3,66. Por otro lado, la potencialidad para la visita también está condicionada por el nivel de significación del bien. Se obtiene a partir del nivel de información histórica, que en este caso es cinco sobre cinco, ya que hay más de ocho publicaciones académicas que hacen referencia al navetiforme. A partir del nivel de valoración social del bien, que en este caso es dos atendiendo a que está incluido en el PGOU y que ha aparecido en al menos una publicación divulgativa, y del grado de significancia estética-formal, dos sobre cinco debido a sus peculiaridades, entre las que destaca el contrafuerte de la parte posterior o el tipo de entrada. El nivel de significación del bien de la naveta Alemany es 2,75.
Destaca además el potencial turístico/educativo, al que se le otorga dos puntos y medio sobre tres. Esto se debe a que permite una explicación con el grupo, contiene contenidos temáticos y aparece en guías turísticas, recursos multimedia y algunas webs. Cabe tener en cuenta también la accesibilidad al yacimiento; la tipología accesoria se valora con cinco puntos, ya que hay un camino que permite llegar a la construcción, el medio de acceso con seis, dado que se puede llegar tanto a pie como en vehículo de tracción, la adecución obtiene tres puntos, puesto que el acceso presenta un nivel de limpieza aceptable, y el tiempo desde la vía pública con cinco, ya que tanto a pie como en vehículo se tarda menos de diez minutos en llegar al navetiforme desde la vía pública. Por ello, tras sumar estas variables y dividirlas entre el mismo número de variable se obtiene el grado de accesibilidad, que en este bien es de 4,8. Por último, no puede obviarse el índice de acondicionamiento del bien, dado que se ha limpiado la vegetación y los materiales, se han acondicionado espacios de tránsito y comunicación y se ha señalizado con hitos naturales o artificiales. El acondicionamiento y la limpieza otorgan dos puntos sobre tres y la señalización medio punto. A partir de ello, puede establecerse el valor del índice, que es de uno con veinticinco sobre dos.
Una vez se han calculado los distintos índices de potencialidad del bien, para calcular la potencialidad global se suman los índices y se dividen entre seis. La naveta Alemany cuenta con una potencialidad social de casi el treinta por ciento.

## Descripción del yacimiento
De las excavaciones y restauraciones llevadas a cabo en la Naveta Alemany podemos destacar su primera excavación y estudio llevado a cabo en 1971 por parte de Catalina Enseñat, el descubrimiento de dicho yacimiento fue gracias a la apertura de nuevas carreteras para la construcción de una urbanización,  y la restauración del 2010 subvencionada por ayuntamiento de Calviá y la Dirección Insular de Patrimonio Histórico del Consejo Insular de Mallorca, llevada a cabo por un equipo de trabajo que formado por restauradores, margers y arqueólogos.
Se trata de una naveta de habitáculo o navetiforme aislada, de forma alargada y echa con bloques de piedra irregulares unidos sin argamasa. Según los restos de vegetación encontrados en las excavaciones llevadas a cabo por Catalina Ensenyat, la cubierta podría haber estado compuesta por hojas y barro. Es una construcción de gran tamaño que se caracteriza por estar situada en una colina, es decir, en pendiente, para ello existe un contrafuerte que compensa la inclinación de la naveta. Mide unos 19m de longitud aproximadamente y 4,10 m de anchura máxima." La entrada de la naveta viene marcada generalmente por la aproximación de muros en la fachada, pero este caso es un poco más inusual, puesto que para la entrada de la Alemany, se utiliza un corredor. Este corredor ocupa un espacio de 1,10m de ancho y una longitud de 2,10 m en el muro derecho y 2,40 m en el muro izquierdo. Los muros laterales de la naveta tienen un grosor promedio de 2,40 m. Conserva una altura máxima de 1,28m y ha perdido el ábside.
Fueron encontradas evidencias de explotación de avicáprios, recolección y caza. Lo que supone que tuvo una función de habitáculo, además se encontraron una serie de carbones y cenizas en el centro de la Naveta. Cabe observar, por su cercanía al mar, pues está situada en una pequeña loma a menos de 1 km de distancia del mar, que probablemente mantuvo intercambios y relaciones con las embarcaciones que llagaron a la costa puesto que en ese periodo ya se establecían comunicaciones con otros poblados a nivel marítimo. Se dice que la estructura sólo tenía un único nivel fértil, pero los estudios realizados por excavaciones i/o restauraciones posteriores, constatan que se encontraron un nivel mucho más antiguo, del talayótico inicial, incluidos elementos propios de la era y que coinciden con los de otros yacimientos de la era como son Ponent d'Hospitalet y en Canyamel, con esta afirmación, se deduce que el área donde se sitúa esta navetiforme, se encontraba un asentamiento de otro poblado.
Esta estructura está realizada siguiendo el sistema de la técnica de construcción ciclópea, propia de la era, de base naviforme y con forma absidal. Se encuentra en estado favorable ya que fue restaurada como se ha dicho anteriormente en 2010 y anteriormente en la década de los 90. 
Su estructura consta de tres muros de piedra, el muro exterior que la conforma mide 1.5m aproximadamente. El espacio intermural está rellenado con piedras de menor tamaño, barro y vegetales. Justo en la entrada, a mano derecha, aparece un pequeño espacio. En la parte del absis, muy erosionado, de unos 30 centímetros, aparecen dos muros más en función de contrafuerte. Se trata de una estructura cuyas partes están bien definidas. Por lo que hace a sus medidas, son las siguientes: posee una longitud de 24.7 metros, y una anchura de 10 m aprox. Las dimensiones de los bloques es muy variable en tanto que en la base aparecen las de mayor tamaño y en la parte superior las más pequeñas, su dimensión media es de 0.5m X 0.75m.
El espacio que configura el asentamiento de la naveta está ocupado por una vegetación propia del mediterráneo, pino, acebuches, mirto, romero y lavanda se encuentran esparcidas por es terreno. cabe destacar la fuerte erosión del suelo ya que se pueden observar grietas. A pesar de esa situación, encontramos a unos 100 m un extenso campo de agricultura por lo que contrasta la situación más cercana a la naveta con suelo muy degradado, y la riqueza que tiene el terreno circundante.
Los materiales encontrados durante su excavación en 1971 fueron: cerámica con predominio de formas globulares, un tonelete de tipo Horgen, bases planas de gran tamanyo, incompletas, placas de piedra, definidas como brazaletes de arquero, un puñal triangular de bronce, un cuchillo de sílex con retoques bifaciales, una espátula de hueso, etc. Los restos alimenticios encontrados, constatan la afirmación de que la función de la naveta, era de hábitat; estos restos son restos óseos de ovejas, cabritos,... Como también cubiertas de moluscos (que nos recuerda su cercanía, y por lo tanto, el fácil acceso, al mar mediterráneo). Sobre los restos encontrados en la excavación, un hecho curioso es el que nos relata Catalina Enseñat, directora de la excavación:

El hallazgo de un fragmento de barro que conserva una impronta dejada por un objeto de cestrería nos demuestra por primera vez de manera feheciente que los útiles de cerámica se complementan con otros fabricados con palmito vegetal abundante en la isla (...) es el primer caso en que aparece un fragmento cerámico con claros restos :de pintura aplicada en la arcilla tierna...
Catalina Enseñat, 1973

Desde el conjunto se tiene una visión muy grande de los terrenos circundantes; actualmente desde el yacimiento podemos visualizar la urbanización de Cala Viñas, el mar, parte de la localidad de Magaluf, Son Ferrer y el área donde antiguamente se localizaba la albufera de Magaluf. En aquel momento, la visión constituía el dominio sobre los terrenos de explotación y la costa, otras construcciones, así como con recursos hídricos, respectivamente. además por lo que respeta a los yacimientos arqueológicos, Alemany está situada en medio de una gran riqueza de poblados y otras edificaciones como pueden ser: Cueva de Can Calbet o Poblado de Son Ferrer además de una estructura rectangular situada a unos 200 metros, muy deteriorada. Al estar tan cerca del mar, se puede establecer una relación comercial entre la naveta y las cuevas artificiales de Cala Salomó (situadas a menos de 1 km del yacimiento expuesto aquí). A 350 m. al noroeste situamos otra cueva de la misma índole denominada Son Massot con la cual, se podría establecer la misma hipótesis que las cuevas denominadas anteriormente.
En el debate sobre a que época pertenece esta naveta, a modo de esclarecer las dudas, algunos expertos afirman que esta naveta pertenece a la edad de Bronce más antigua que coincide con el desarrollo y la aparición del ciclopedismo (con esto se elimina cualquier suposición de que la técnica ciclópea no está presente en dicha naveta). Gracias a la excavaciones de C. Enseñat ya que los restos encontrados datan del 1600/1550 B.C. Pero el problema y la polémica, surge cuando en la década de los años 90, como hemos dicho, un trabajo de recuperación, conservación y restauración del monumento dirigido por Bartolomé Pons se ha podido encontrar terreras y otros materiales mucho más posteriores (1400-1300 BC). Pero esta situación no debería afectar a la datación del inicio de su construcción, puesto que una cosa es la perduración de su uso, y otra es el inicio de su construcción (con la técnica ciclópea propiamente dicha)

## Interpretación del yacimiento
Cómo ya se ha señalado, se supone que tuvo una función de explotación (recolección de alimentos y preparativos de la carne de caza) y de habitáculo. Por su cercanía al mar, probablemente mantuvo contacto con embarcaciones que llegaron de la costa realizando intercambios y relacionándose con estas. Su importancia dentro del contexto de la prehistoria balear repercute sobre la información que nos aporta: saber que desde hace miles de años nuestra isla ha sido habitada, que ya desde tiempos remotos se realizan intercambios comerciales a nivel marítimo, etc. 
Al tratarse de una estructura de grandes dimensiones, se necesita una gran organización para realizarla, lo que hace suponer que la jerarquía de la Mallorca prehistórica estaba bien consolidada. También a través de la naveta alemany conocemos cual es el sistema de construcción de navetas y los materiales utilizados. (Reconstrucción pictórica de la naveta).
Como se ha dicho anteriormente, las magnitudes de la naveta obligan a una gran organización. Además, en este periodo los poblados se asientan de forma definitiva y ya abandonan la transhumancia. Si se intentase realizar un análisis del modelo social y económico de nuestros antepasados, mediante el bagaje material de la naveta Alemany, nos serviría de muy poco, pero a pesar de eso, podemos intuir algunos rasgos de la población. En primer lugar, la multifuncionalidad del espacio, puesto que en la naveta se encontraron múltiples objetos, restos de alimentos, cerámicas, hogueras para cocinar o fabricar utensilios (producción industrial), etc. Se hace presente también la domesticación de animales por los restos encontrados de animales como ovejas o cabritos así como también la explotación del mar. Por último, en su economía, podemos intuir una agricultura de subsistencia, puesto que se encuentran herramientas propias para el cuidado de la tierra o para trabajar los vegetales; además en este sentido, la Naveta Alemany está situada a menos de 100 metros de un extenso campo de cultivo (lo que pone de manifiesto la fertilidad del suelo), además para defender este argumento, una de las conclusiones que saca Pons i Homar en su libro ya citado anteriormente sobre el análisis espacial de las navetas. Es que de los más de 180 poblados, al menos un 60 % se encuentran en la periferia, al lado de costas accesibles, y donde el suelo es mucho más fértil, abandonando así las zonas rocosas y de alta montaña; buscando un clima suave para el buen acondicionamiento de los campos cultivados.
La aproximación al mar supone la posibilidad de intercambios con el exterior de la isla. Esta comercialización transmediterránea suponía una compleja organización (en unos momentos donde los poblados eran de escasa población vivían entre 2 y 4 personas en las navetas, en nuestro caso alguna más por su magnitud, por lo que se intuye que estaban organizados estos viajes mediante instituciones superiores a la aldea local (este hecho nos destaca la jerarquización de la sociedad naviforme). Como especifica el doctor Manuel Calvo y el resto de especialistas en el apartado «III. Los agrupamientos y el espacio comunitario» del libro citado líneas atrás, es difícil calcular el número de personas que ocupaban los poblados o los asentamientos naviformes ya que no e ha podido excavar los conjuntos enteros por las delimitaciones urbanas, pero los casos como la naveta Alemany, define que los asentamientos como ese (pequeños) debían estar poblados por grupos unifamiliares.

## Actuaciones para la conservación
Destacar que a pesar de la degradación del conjunto, se puede reconocer perfectamente la tipología del yacimiento, por una parte gracias a las continuas restauraciones que se han llevado a cabo. A pesar del buen estado que tiene el yacimiento, se deben tener en cuenta una serie de consideraciones para evitar algún tipo de degradación:
- Para evitar los peligros de degradación del conjunto sería recomendable llevar a cabo una reducción de la vegetación próxima para que no afecten a la estructura. También sería positivo establecer algún tipo de protección respecto a la vía que está situada al lado o colocar papeleras y limpiar los residuos urbanos que hay en el área, especialmente en la edificación rectangular adyacente del conjunto.

- Para fomentar la visita del público a este yacimiento sería acertado colocar señales de información y paneles que indiquen que se trata de un monumento como ocurre por ejemplo en el santuario de Son Corró. También podría ponerse una parada de autobús interurbano y habilitar una zona de estacionamiento. Por último, puesto que el conjunto está localizado en un área de alta potencialidad turística, podría ser beneficioso repartir por parte de las instituciones locales trípticos o panfletos promocionales.